# Al-Ain Sports and Cultural Club 2012-2013
Questa voce raccoglie le informazioni riguardanti l'Al-Ain Sports and Cultural Club nelle competizioni ufficiali della stagione 2012-2013.

## Organigramma societario
- Presidente: Khalifa bin Zayed Al Nahayan
- Vicepresidente: Hazza bin Zayed Al Nahyan
- Amministratore Delegato: Tahnoon Bin Zayed Al Nahyan
- Direttore Generale: Abdullah bin Mohammed bin Khaled Al Nahyan
- Vicedirettore: Rashid bin Mubarak Al Hajri
- Membro del Consiglio: Awad bin Hasom Al Darmaki
- Membro del Consiglio: Mohammed Abdullah bin Bdouh
- Membro del Consiglio: Mohammed bin Obaid Al Dhaheri

- Allenatore: Cosmin Olăroiu
- Vice-Allenatore: Ahmed Abdullah
- Team manager: Amer Abdul Wahab
- Preparatore Atletico: Ferdinando Hippoliti
- Allenatore dei portieri: Vasile Iordache
- Medico sociale: Nikolas Tzjouroudis

## Rosa
| N. |                                | Ruolo | Calciatore           |
| -- | ------------------------------ | ----- | -------------------- |
| 1  | Emirati Arabi Uniti (bandiera) | P     | Saif Rashed          |
| 2  | Emirati Arabi Uniti (bandiera) | C     | Yaqoub Yousef        |
| 3  | Ghana (bandiera)               | A     | Asamoah Gyan         |
| 4  | Emirati Arabi Uniti (bandiera) | D     | Msalam Fayez         |
| 5  | Emirati Arabi Uniti (bandiera) | D     | Ismail Ahmed         |
| 6  | Romania (bandiera)             | C     | Mirel Rădoi          |
| 7  | Emirati Arabi Uniti (bandiera) | C     | Ali Al-Wehaibi       |
| 8  | Emirati Arabi Uniti (bandiera) | C     | Mohammed Salem       |
| 9  | Francia (bandiera)             | A     | Jirès Kembo Ekoko    |
| 10 | Emirati Arabi Uniti (bandiera) | C     | Omar Abdulrahman     |
| 11 | Emirati Arabi Uniti (bandiera) | A     | Abdulaziz Fayez      |
| 12 | Emirati Arabi Uniti (bandiera) | P     | Waleed Salim         |
| 13 | Emirati Arabi Uniti (bandiera) | C     | Ahmed Sahel          |
| 14 | Emirati Arabi Uniti (bandiera) | D     | Mohammed Fayez       |
| 15 | Emirati Arabi Uniti (bandiera) | D     | Khaled Abdulrahman   |
| 16 | Emirati Arabi Uniti (bandiera) | A     | Mohammed Abdulrahman |

| N. |                                | Ruolo | Calciatore         |
| -- | ------------------------------ | ----- | ------------------ |
| 17 | Emirati Arabi Uniti (bandiera) | D     | Mohammed Ali Ayed  |
| 18 | Emirati Arabi Uniti (bandiera) | C     | Abdullah Malallah  |
| 19 | Emirati Arabi Uniti (bandiera) | D     | Mohanad Salem      |
| 20 | Emirati Arabi Uniti (bandiera) | C     | Helal Saeed        |
| 21 | Emirati Arabi Uniti (bandiera) | D     | Fawzi Fayez        |
| 23 | Emirati Arabi Uniti (bandiera) | C     | Mohamed Ahmed      |
| 25 | Emirati Arabi Uniti (bandiera) | C     | Ahmed Al-Shamsi    |
| 27 | Emirati Arabi Uniti (bandiera) | C     | Salem Abdulla      |
| 29 | Emirati Arabi Uniti (bandiera) | A     | Mohammed Malallah  |
| 30 | Emirati Arabi Uniti (bandiera) | P     | Abdulla Sultan     |
| 32 | Australia (bandiera)           | A     | Alex Brosque       |
| 33 | Emirati Arabi Uniti (bandiera) | D     | Mohammed Salem Ali |
| 34 | Emirati Arabi Uniti (bandiera) | C     | Sultan Nasser      |
| 36 | Emirati Arabi Uniti (bandiera) | P     | Dawoud Sulaiman    |
| 44 | Emirati Arabi Uniti (bandiera) | D     | Faris Jumaa        |

## Calciomercato

### Sessione estiva(dall'1/7 all'1/9)
| Acquisti | Acquisti          | Acquisti        | Acquisti                   |
| R.       | Nome              | da              | Modalità                   |
| -------- | ----------------- | --------------- | -------------------------- |
| A        | Jirès Kembo Ekoko | Rennes          | definitivo(3.500.000 euro) |
| A        | Asamoah Gyan      | Sunderland      | definitivo(7.500.000 euro) |
| D        | Mohamed Ahmed     | Al-Shabab       | prestito                   |
| C        | Alex Brosque      | Shimizu S-Pulse | definitivo                 |

| Cessioni | Cessioni          | Cessioni          | Cessioni      |
| R.       | Nome              | a                 | Modalità      |
| -------- | ----------------- | ----------------- | ------------- |
| C        | Ignacio Scocco    | Newell's Old Boys | definitivo    |
| A        | Yasser Al-Qahtani | Al-Hilal          | fine prestito |
| A        | Nasser Khamis     | Al-Shaab          | definitivo    |

### Sessione invernale(dall'1/1 al 31/1)
| Cessioni | Cessioni        | Cessioni | Cessioni   |
| R.       | Nome            | da       | Modalità   |
| -------- | --------------- | -------- | ---------- |
| A        | Mohammed Nasser | Al-Wasl  | definitivo |